# Thivolleo
Thivolleo is een geslacht van vlinders uit de familie van de grasmotten (Crambidae). De wetenschappelijke naam van het geslacht is voor het eerst geldig gepubliceerd in 2006 door Koen Maes.
De typesoort van het geslacht is Thivolleo albicervix Maes, 2006

## Soorten
Maes bracht drie soorten onder bij Thivolleo, twee nieuwe en een reeds bekende:
- Thivolleo albicervix Maes, 2006, nieuwe soort, de typesoort.
- Thivolleo meruensis Maes, 2006, nieuwe soort.
- Thivolleo xanthographa (Hampson, 1913), oorspronkelijke combinatie: Pionea xanthographa.

De soorten komen voor in midden-Afrika (Nigeria, Kameroen, Centraal-Afrikaanse Republiek, Congo-Kinshasa, Oeganda, Kenia, Tanzania).